# Fiat 2810
 (juillet 2025).
Le Fiat 2810 est actuellement le nom de projet d'un nouveau modèle pick-up qui sera présenté durant l'hiver 2019/2020. Ce futur modèle (nom de code X1P) dont l'étude a été lancée par Sergio Marchionne va commencer sa phase de mise au point, retardée du fait de la disparition soudaine du dirigeant italien, en attente de la définition de la stratégie souhaitée de la nouvelle direction du groupe Fiat Automobiles.
Le pick-up Fiat 2810 reprend des éléments de la plateforme ZFA 327 de la Fiat Mobi, voiture qui connait un énorme succès en Amérique Latine. Bien que d'apparence de taille inférieure au Fiat Strada ZFA.278 - élément de la gamme de la voiture mondiale Palio commercialisé depuis octobre 1998, il va le remplacer.
Ce nouveau pick-up sera fabriqué en grande série par la filiale brésilienne Fiat Automoveïs dans son usine de Betim à partir de janvier 2020. Les exemplaires de présérie seront réalisés en juillet 2019.
Il sera disponible en deux versions avec cabine simple 2/3 places et double de 5 places avec 4 portes. Ses capacités de chargement seront légèrement supérieures à celles actuellement disponibles sur le Strada avec une surface et une charge utile supérieures.
Le véhicule va bénéficier des nouveaux moteurs Fiat FireFly, présentés début 2017, dans sa version 1,3 litre développant 101 Ch DIN en alimentation essence ou 109 Ch DIN en alimentation éthanol.